# Tucker, Mississippi
Tucker är en ort i Neshoba County, Mississippi, USA.